# Jenny Geddes

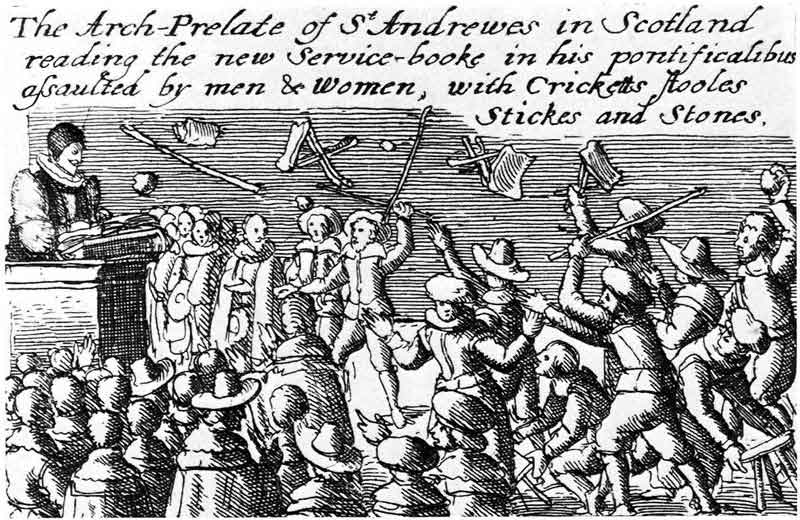
Émeute contre l'utilisation du livre de messe prescrit par l'autorité

Jenny Geddes (v. 1600 – v. 1660) est une marchande écossaise d'Édimbourg, présumée avoir jeté son siège à la tête du doyen de la cathédrale Saint-Gilles, en protestation contre le premier usage public du Livre de la prière commune (ouvrage anglican) en Écosse.
Ce geste est réputé avoir déclenché l'émeute ayant conduit aux guerres des Trois Royaumes, qui incluent la Première Révolution anglaise.

## Contexte

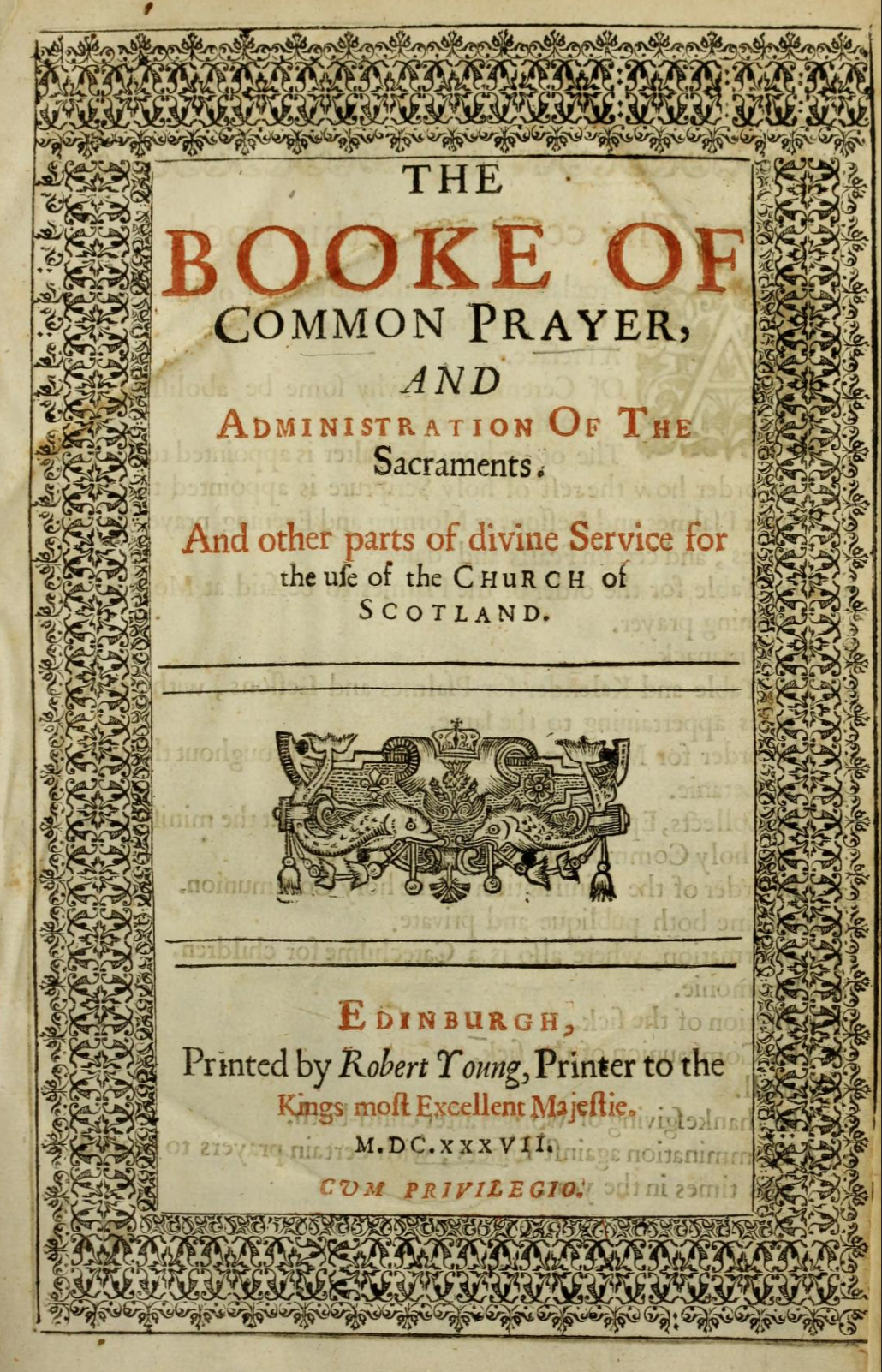
Page de titre du Livre de la prière commune de 1637

Depuis le début du XVIIe siècle, l'Église d'Écosse a le même fondement épiscopalien que sa cousine anglaise, mais est beaucoup plus puritaine, à fois dans la doctrine et dans la pratique. En 1633, le roi Charles Ier se rend à Saint-Gilles pour recevoir la couronne d'Écosse selon le rite anglican, accompagné par William Laud, nouvel Archevêque de Cantorbéry. Au cours des années suivantes, il cherche le moyen d'introduire la liturgie anglicane en Écosse, et nomme une commission pour rédiger un livre de prières utilisable en Écosse, et en 1637 est imprimé à Édimbourg :
Le LIVRE de la Prière Commune
ET de l'Administration des Sacrements
Et autres parties du Service divin
pour l'usage de l'ÉGLISE D'ÉCOSSE.
Cette initiative rencontre l'opposition générale.

Le livre de prière est utilisé pour la première fois à Saint-Gilles le dimanche 23 juillet 1637 ; lorsque James Hannay, doyen d'Édimbourg, commence à lire les Collectes, Jenny Geddes, une commerçante du marché, ou une vendeuse de rue, lui jette son tabouret à la tête. On rapporte que, tout en lançant le tabouret, elle a hurlé :
Que le Diable vous donne la colique de l'estomac, voleur faussaire ; vous osez dire la messe à mon oreille ?
C'est le début d'un tumulte général où de nombreux membres de la congrégation lancent des invectives, et jettent des bibles, des tabourets, des bâtons et des pierres. Prebble rapporte que la phrase « Vous osez dire la messe à mon oreille » s'adresse à un homme de la congrégation, qui murmurait un répons et reçut un coup de bible pour sa peine ; il rapporte aussi que Jenny faisait partie de ces femmes qui étaient payées pour arriver à l'avance et réserver ainsi une place assise à leur patrons. 
Les émeutiers sont expulsés par des agents conduits par le prévôt, mais pendant le reste du service, ils frappent sur la porte et jettent des pierres par les fenêtres.
Des émeutes plus importantes s'ensuivent dans les rues ; le prévôt et les magistrats sont assiégés, au point qu'il devient nécessaire de négocier avec la foule d'Édimbourg. Sur la suggestion du Lord Avocat, un comité, connu sous le nom de « Les Tables » est mis en place pour négocier avec le Conseil privé. Comme on pouvait s'y attendre, le roi rejette les demandes exprimées par les Tables, de retrait de la liturgie anglicane, davantage d'émeutes s'ensuivent, et l'on commence à parler de guerre civile. Ceci conduit, en février 1638, à la rédaction du National Covenant ou « Covenant du noble », selon lequel il ne devait pas y avoir d'innovations dans l'Église (comme le Livre de la prière commune) qui ne fût d'abord approuvé par un vote du Parlement et de l'assemblée générale de l'Église.  En novembre de la même année, les évêques et archevêques sont formellement expulsés de l'Église d'Écosse, qui s'établit alors sur une stricte base presbytérienne. Le roi Charles réagit en lançant les guerres des évêques, qui marquent le début des guerres des Trois Royaumes.
Il existe peu de données probantes sur cette émeute et des doutes persistent sur le rôle de Jenny Geddes et même sur son existence, mais elle fait partie de l'histoire traditionnelle d'Édimbourg et a longtemps eu un mémorial à son nom à Saint-Gilles.
Vers 1787, Robert Burns donne à sa jument le nom de « Jenny Geddes » et rédige un texte humoristique sur cet animal fidèle.